# مرکز باربیکان
مرکز باربیکان (انگلیسی: Barbican Centre) یک مرکز فرهنگی و هنری در لندن، انگلستان است.
این مجموعه که از بزرگترین مراکز هنرهای نمایشی در اروپا محسوب می‌شود در سال ۱۹۸۲ تأسیس شده و دارای سالن‌های تئاتر، کنسرت، سینما و نمایشگاه است.

## امکانات
- باربیکان هال: ۱٬۹۴۳ نفر، خانه ارکستر سمفونی لندن و ارکستر سمفونی بی‌بی‌سی
- باربیکان تئاتر: ۱۱۵۶ نفر، طراحی شده منحصراً برای شرکت سلطنتی شکسپیر
- The Pit: ۲۰۰ نفر، مخصوص تئاتر
- نگارخانه باربیکان
- باربیکان فیلم: سه سالن سینما با ظرفیت‌های ۲۸۸، ۱۵۶ و ۱۵۶ نفر
- کتابخانه باربیکان
- رستوران: ۳
- سالن کنفرانس: ۷
- سالن نمایشگاه تجاری: ۲

## ایستگاه‌های نزدیک
- ایستگاه متروی باربیکان
- ایستگاه فرینگدون
- ایستگاه خیابان لیورپول
- ایستگاه مورگیت
- ایستگاه متروی سنت پائول

## نگارخانه

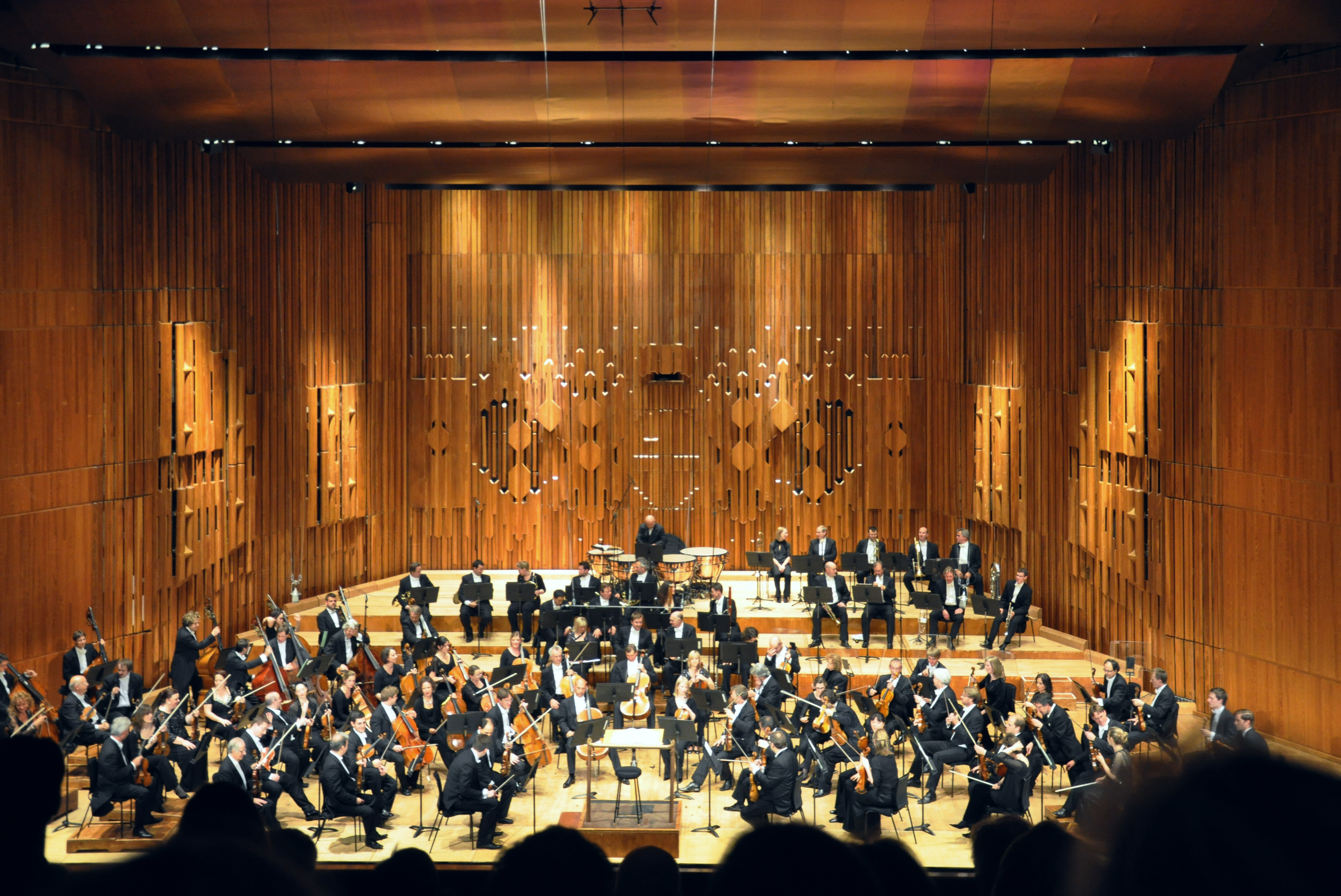
باربیکان هال
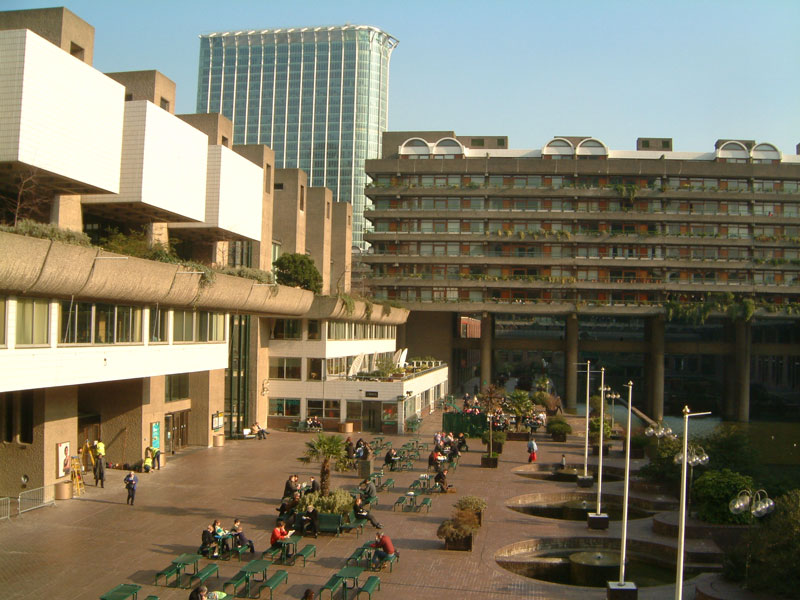
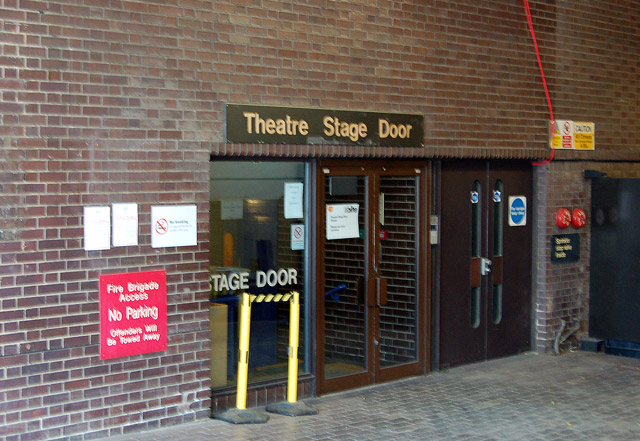
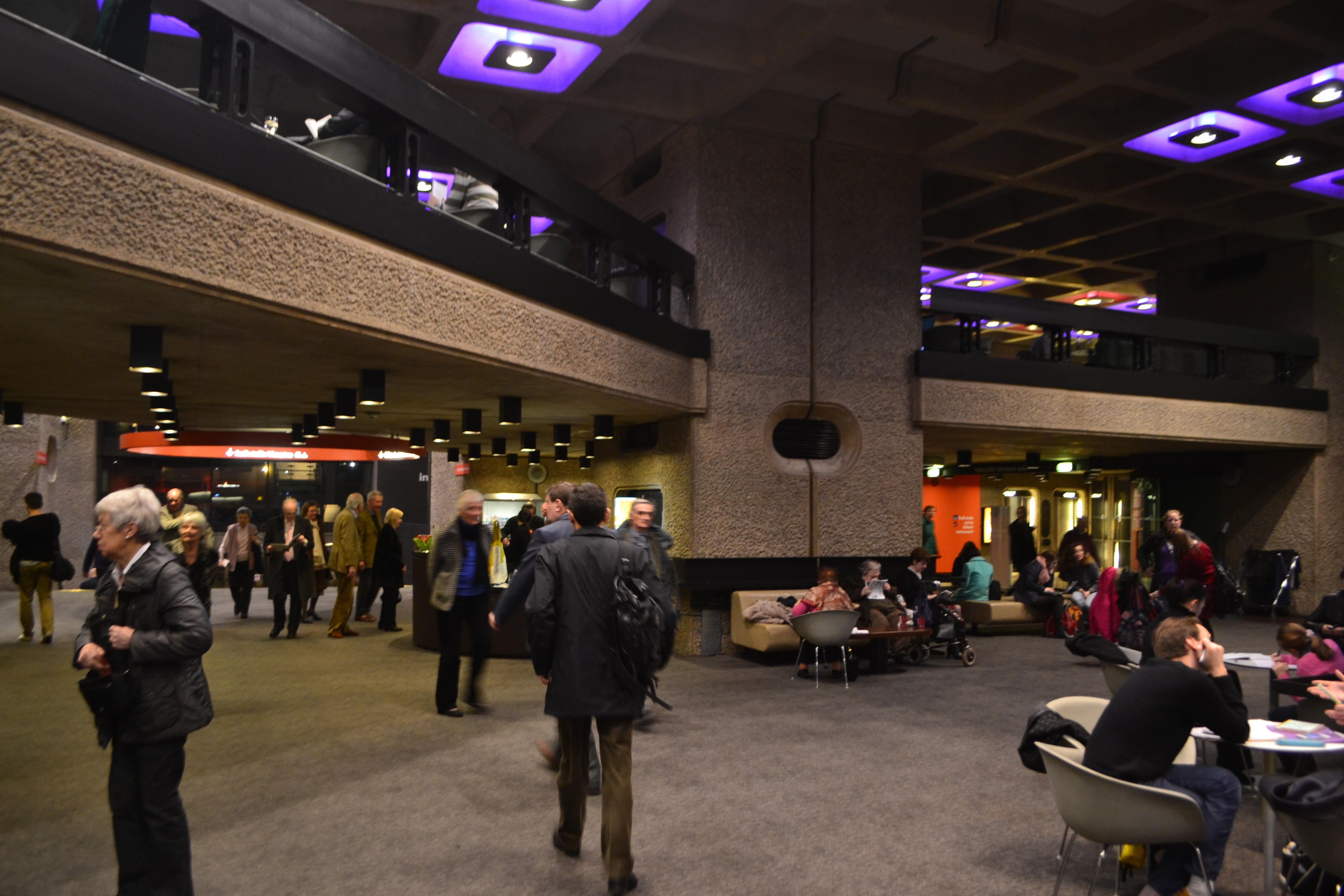
داخل مجموعه
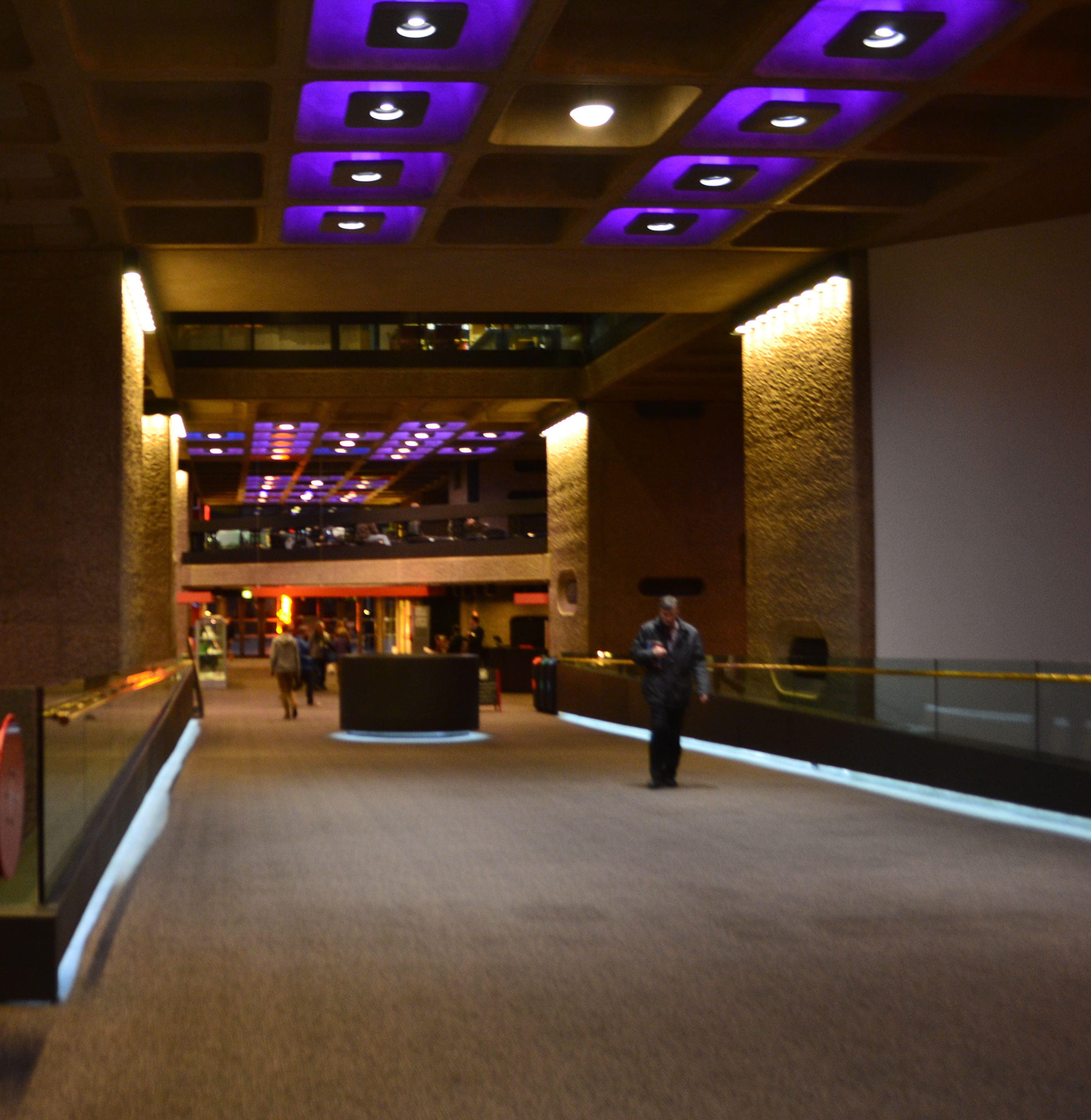
داخل مجموعه
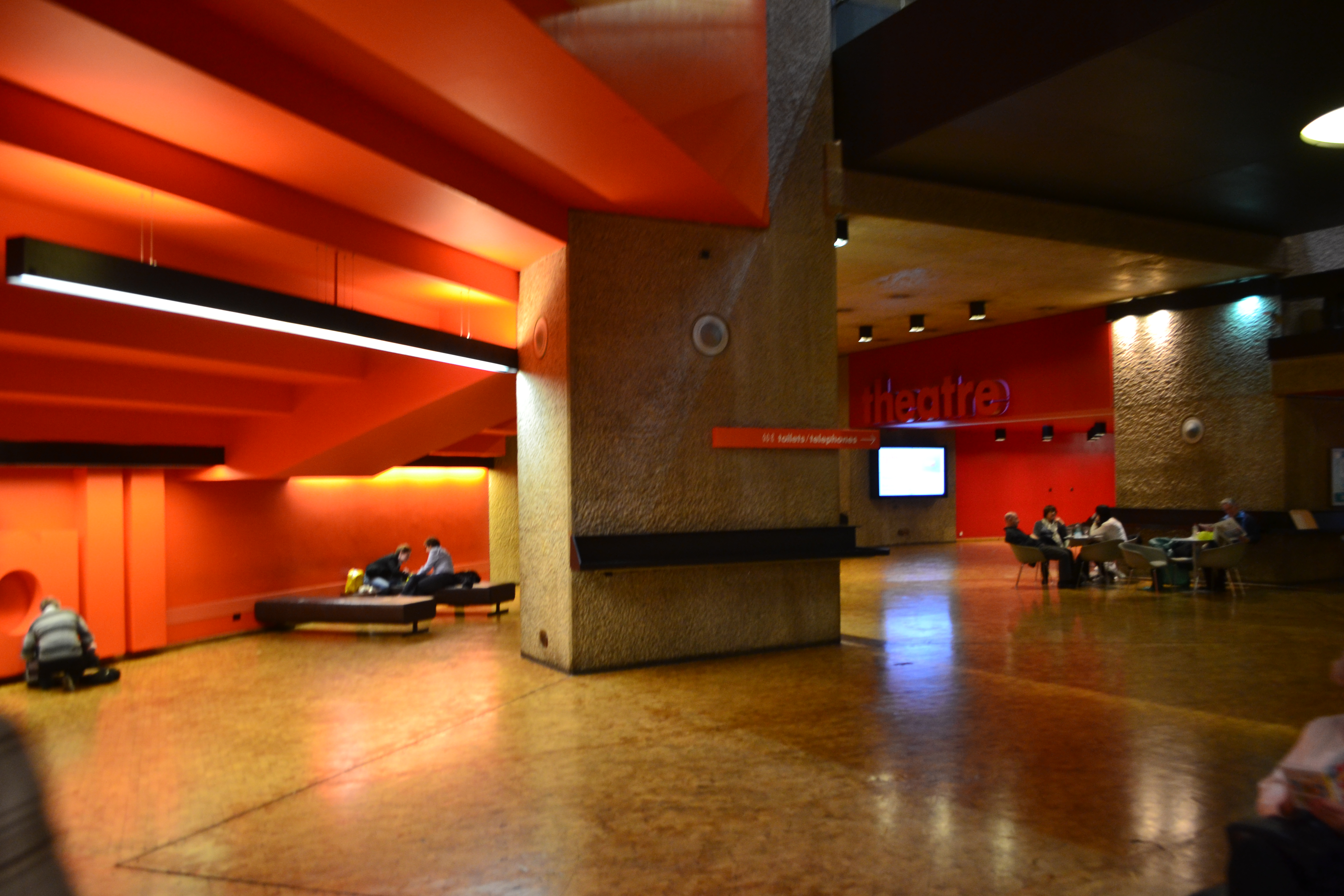
داخل مجموعه
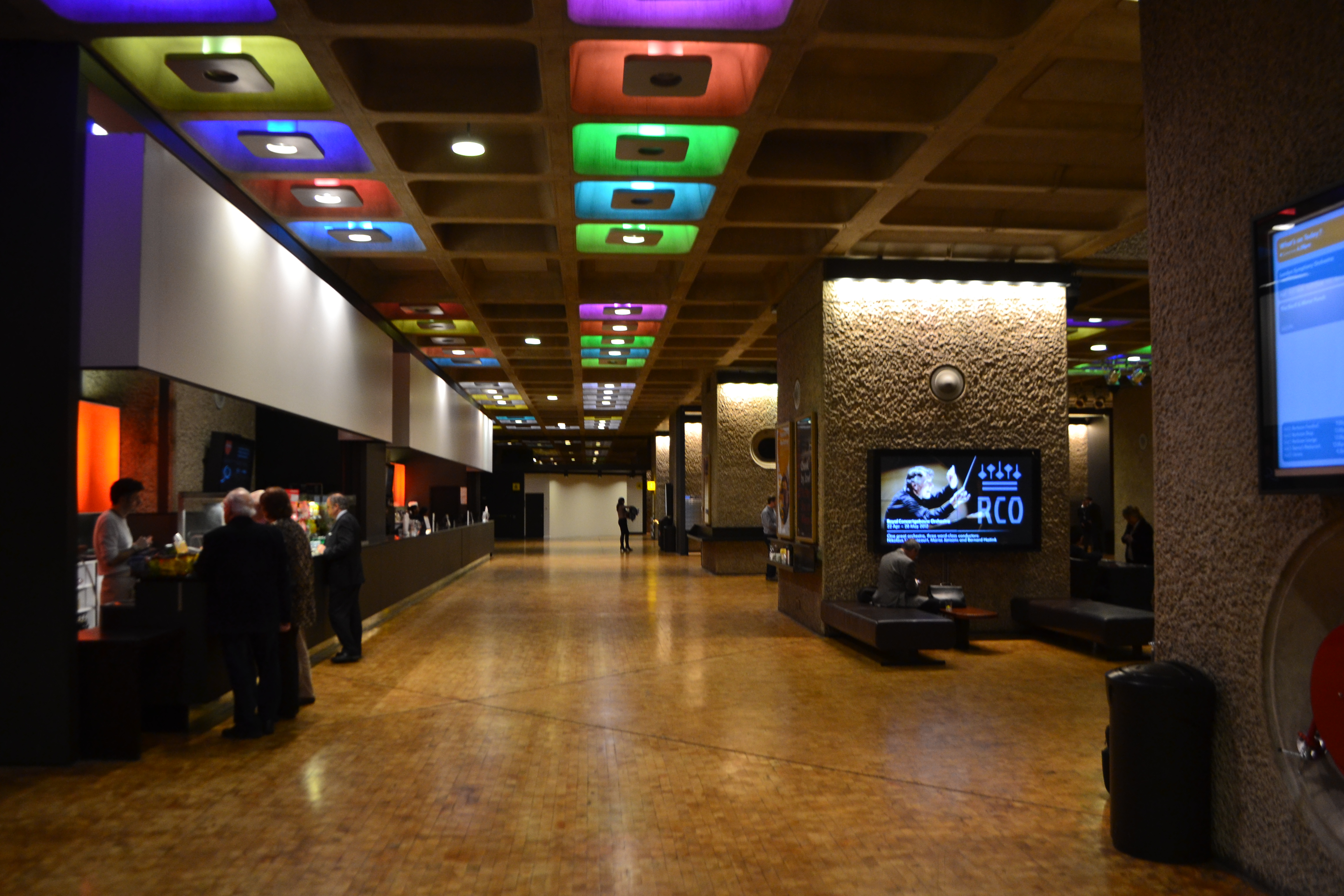
داخل مجموعه
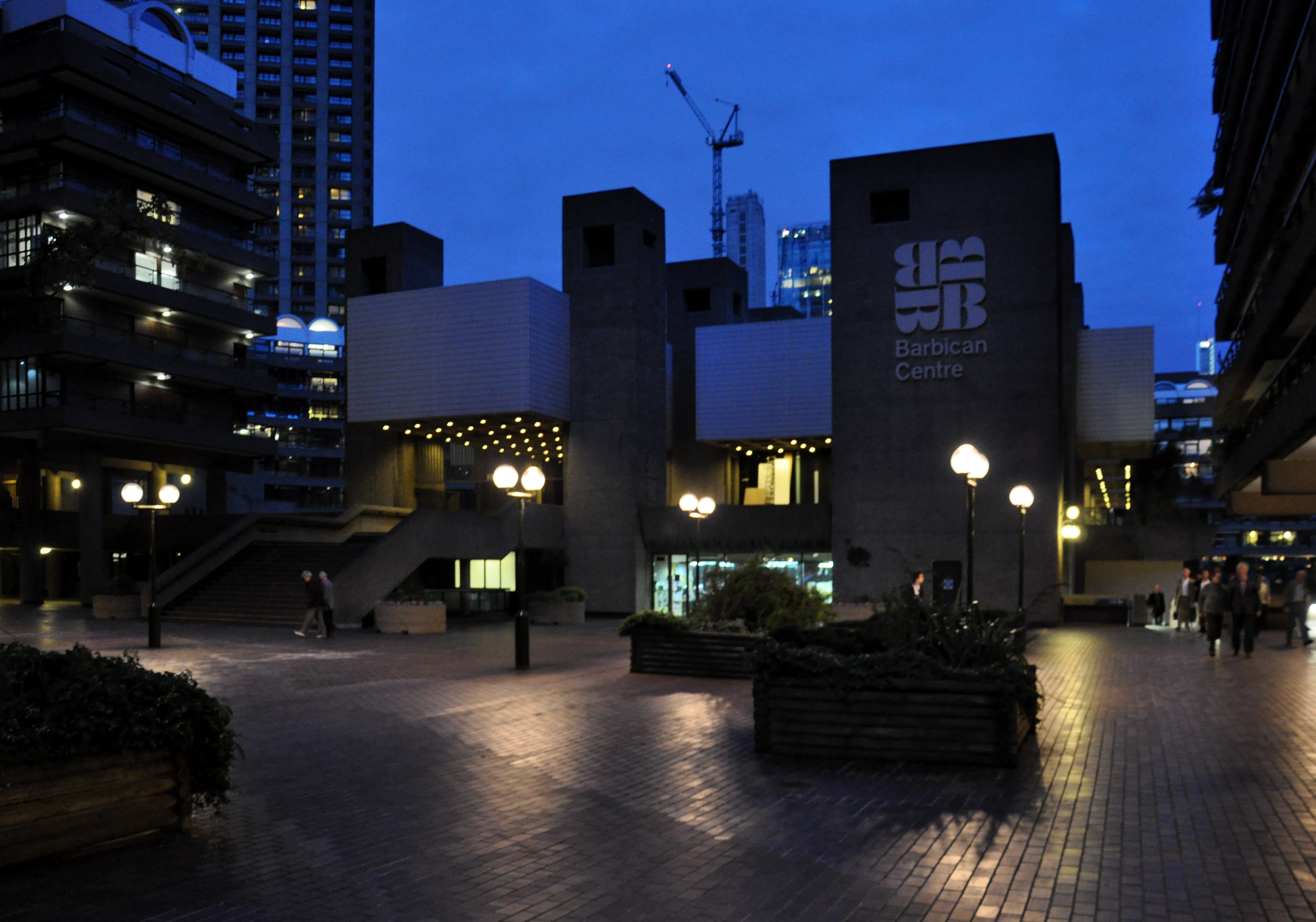
مرکز باربیکان در شب
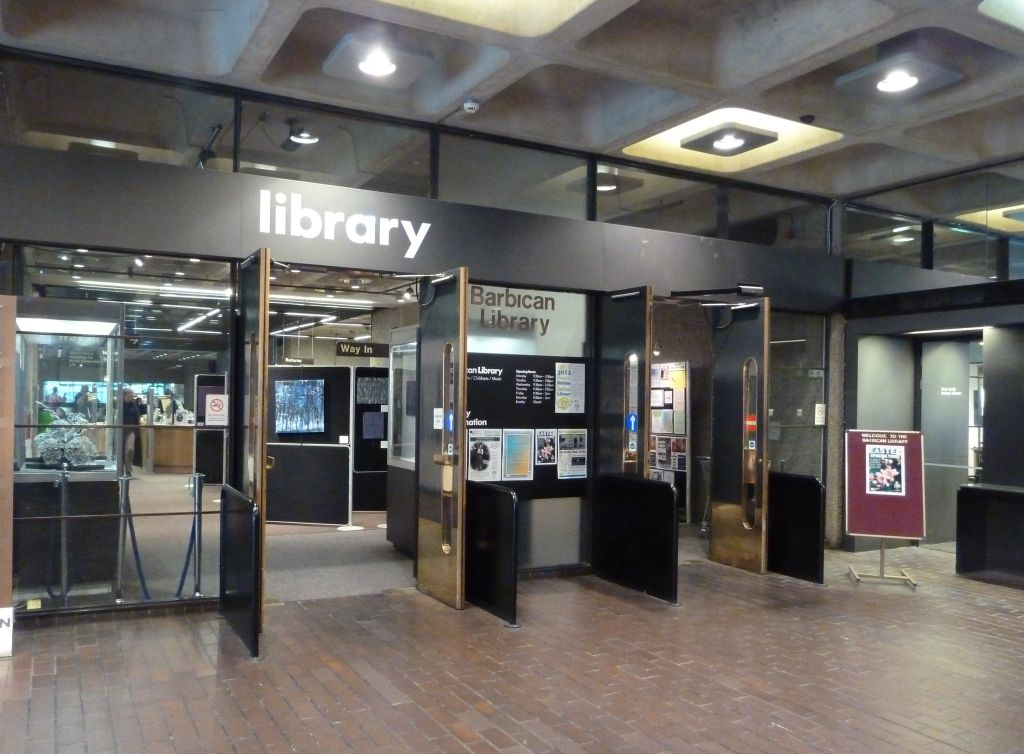
ورودی کتابخانه باربیکان
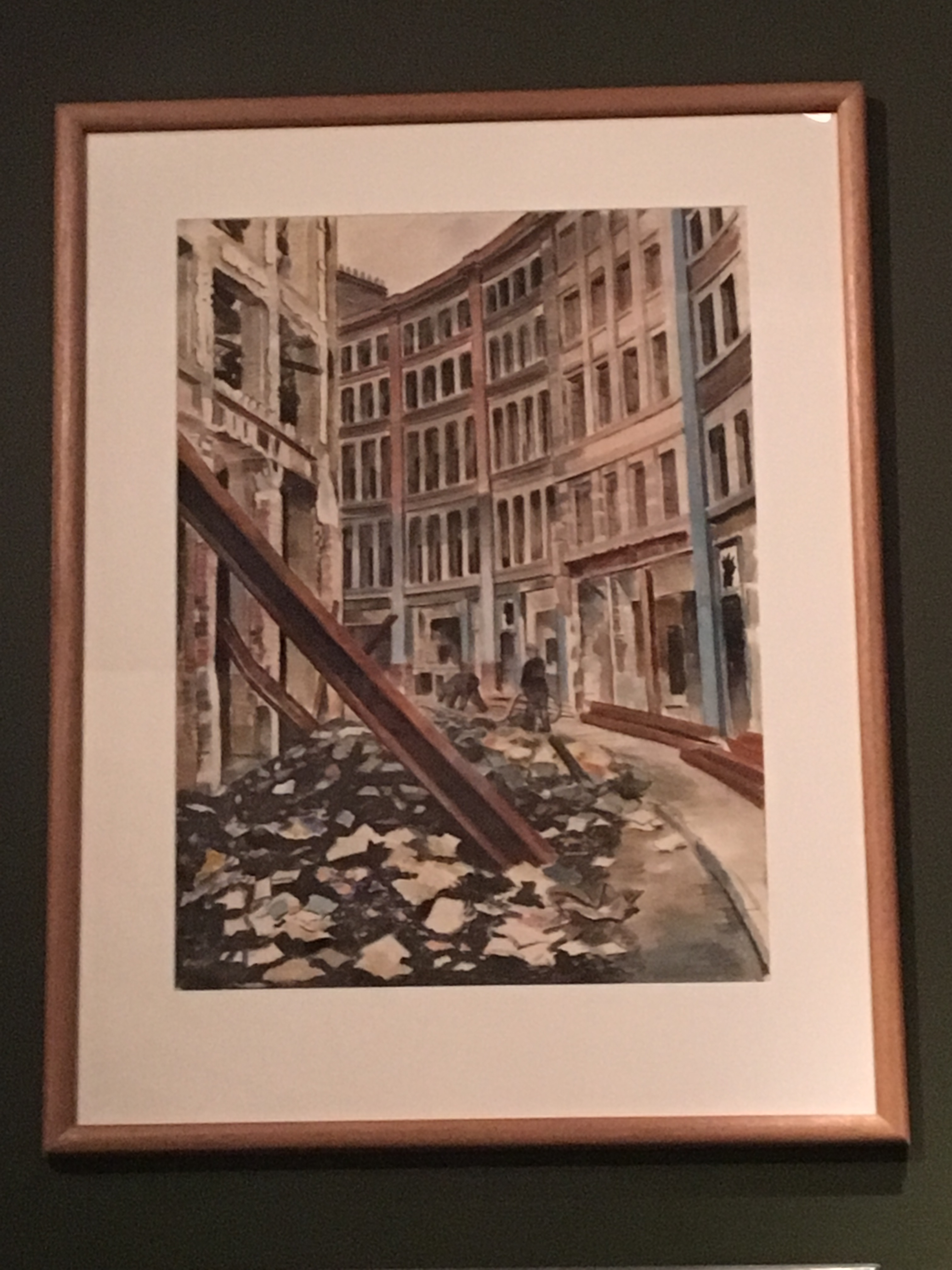
Jewin Crescent - Barbican before the Barbican